# Крошечка Хаврошечка (мультфильм, 2006)
«Крошечка Хаврошечка» — российский кукольный мультфильм 2006 года, созданный на студии «Анимос». Режиссёр Екатерина Михайлова создала фантазию по мотивам одноимённой русской народной сказки.

## Сюжет
Крошечка Хаврошечка стала сиротой и попала к трём сёстрам, которых звали: Одноглазка, Двуглазка и Триглазка. Сёстры могли превращаться в большую паучиху и приходили в ярость, если останавливался домашний ткацкий станок. Они заставили сироту делать всю домашнюю работу, доить корову и следить за ткацким станком. Утешала Хаврошечку только корова: её ухо увеличивалось как парус, и крошечка пролезала сквозь него и вылезала из дупла яблони в чудесном саду. Там девочка увидела молодого симпатичного парня и, смутившись, вернулась обратно. Сёстры стали следить за Хаврошечкой. Она сумела их усыпить, напевая: «Спи глазок, усни другой.» А про третий глаз у старшей сестры и забыла. Сёстры всё и увидели. Они закричали корове: «Мы хотим тоже.» Влезли в увеличившееся ухо коровы и вылезли в пустыне, а навстречу им выбежали пауки. Вернувшись разозлившиеся сёстры решили корову зарезать и съесть. Корова успела только сказать: «Не забывай меня». Злые сёстры съели корову и закидали девочку её костями. Хаврошечка закопала кости в землю, долго плакала и уснула. Проснувшись, она увидела, что из могилы коровы выросла яблоня и на ней спелые яблоки. На обоих яблонях открылось дупло и парень пришёл за Хаврошечкой. Сёстры напали на них, но яблоня закидала злюк своими яблоками. А парень с Хаврошечкой ушли в дупло и проход закрылся. Вышли они из дупла яблони в чудесном саду, а следом выбежала тёлочка.

## Награды
- 2007 — II Международный кинофестиваль семейных и детских фильмов «Верное сердце»: специальный диплом жюри «За убедительность сказочного мира» — «Крошечка Хаврошечка» Екатерины Михайловой.[1]
- III-ий Международный Сретенский православный фестиваль — «За сохранение традиций и вклад в развитие православного искусства».
- Приз жюри VII международного фестиваля «Сказка».
- Приз за лучший анимационный фильм на V Всероссийском кинофестивале короткометражных фильмов «Семья России»[2].